# Asarum forbesii
Asarum forbesii Maxim. – gatunek rośliny z rodziny kokornakowatych (Aristolochiaceae Juss.). Występuje naturalnie w południowych Chinach – w prowincjach Anhui, Henan, Hubei, Jiangsu, Jiangxi, Syczuan oraz Zhejiang. 

## Morfologia
PokrójByliny z pionowymi kłączami o średnicy 1–2 mm.
LiściePojedyncze, mają kształt od sercowatego do nerkowato sercowatego. Mierzą 3–8 cm długości oraz 3–8 cm szerokości. Są ciemnozielone z białymi przebarwieniami, a od spodu owłosione. Blaszka liściowa jest o sercowatej nasadzie i tępym wierzchołku. Ogonek liściowy jest nagi i dorasta do 3–15 cm długości.
KwiatySą promieniste, obupłciowe, pojedyncze. Okwiat ma kształt od cylindrycznego do dzwonkowatego i zielonkawą barwę, dorasta do 1,5–2,5 cm długości oraz 1 cm szerokości. Listki okwiatu mają owalny kształt. Zalążnia jest niemal dolna z wolnymi słupkami.

## Biologia i ekologia
Rośnie w wilgotnych lasach. Występuje na wysokości do 800 m n.p.m. Kwitnie od kwietnia do maja.